# Bridge Across Forever
 Bridge Across Forever  es un álbum del grupo de Rock Progresivo Transatlantic. Fue producido por dicho grupo y publicado por "Metal Blade Records" y "Radiant Records" en 2001.

## Canciones
Todas las canciones compuestas por Mike Portnoy, Pete Trewavas, Neal Morse y Roine Stolt:
1. "Duel with The Devil" (I. "Motherless Children". II. "Walk Away". III. "Silence of The Night". IV. "You're Not Alone". V. "Almost Home") - 26:33.
2. "Suite Charlotte Pike" (I. "If She Runs". II. "Mr. Wonderful". III. "Lost and Found Part 1". IV. "Temple of The Gods". V. "Motherless Children"/"If She Runs") - 13:20.
3. "Bridge Across Forever" - 5:01.
4. "Stranger in Your Soul" (I. "Sleeping Wide Awake". II. "Hanging in The Balance". III. "Lost and Found, Part II". IV. "Awakening The Stranger". V. "Slide". VI. "Stranger in Your Soul") - 25:34.

## Músicos
- Pete Trewavas: Bajo, pedales de bajo y voces.
- Mike Portnoy: Batería y voces.
- Roine Stolt: Guitarras eléctricas y acústicas, voces, mellotrón, teclados y percusión.
- Neal Morse: Piano, órgano Hammond, Mini Moog, sintetizadores, voces, guitarras y mandolina.
- Chris Carmichael: Violín, viola y violoncelo.
- Keith Mears: Saxofón.
- El Coro "Elite": Voces en "Duel with The Devil".